# Гравітаційна енергія
Гравітаційна енергія — потенційна енергія системи тіл (частинок), обумовлена їхнім взаємним гравітаційним тяжінням.
Гравітаційно пов'язана система — система, в якій гравітаційна енергія більше суми всіх інших видів енергій (крім енергії спокою).
Загальноприйнята шкала, згідно з якою для будь-якої системи тіл, що знаходяться на кінцевих відстанях, гравітаційна енергія негативна, а для нескінченно віддалених, тобто для гравітаційно взаємодіючих тіл, гравітаційна енергія дорівнює нулю. Повна енергія системи, яка дорівнює сумі гравітаційної та кінетичної енергії, постійна. Для ізольованої системи гравітаційна енергія є енергією зв'язку. Системи з позитивною повною енергією не можуть бути стаціонарними.

## ВЗТВ
У загальній теорії відносності нарівні з класичним негативним компонентом гравітаційної енергії зв'язку з'являється позитивна компонента, обумовлена гравітаційним випромінюванням, тобто повна енергія системи-гравітатора убуває в часі за рахунок такого випромінювання.